# Heteractis
Heteractis es un género de anémonas de mar de la familia Stichodactylidae.
Son anémonas hospedantes, que realizan simbiosis con otros animales, en su caso con diversas especies de peces payaso del género Amphiprion, y con la especie Dascyllus trimaculatus; los cuales inhiben la liberación de las células urticantes que poseen sus tentáculos, estableciendo una relación de convivencia. De esta manera, los peces se protegen de sus predadores entre los tentáculos urticantes de la anémona, y esta se beneficia de la limpieza de su disco oral y tentáculos como consecuencia de los continuos movimientos de los peces. 
También conviven con gambas comensales de los géneros Periclimenes, Thor y Ancylomenes, o con cangrejos como Neopetrolisthes maculatus, entre otros.

## Especies
El Registro Mundial de Especies Marinas acepta las siguientes especies en el género:
- Heteractis aurora. (Quoy & Gaimard, 1833)
- Heteractis crispa. (Hemprich & Ehrenberg in Ehrenberg, 1834)
- Heteractis magnifica. (Quoy & Gaimard, 1833)
- Heteractis malu. (Haddon & Shackleton, 1893)

## Morfología
Su cuerpo es cílindrico. Su extremo basal es un disco plano que funciona como pie, el disco pedal, y su extremo apical es el disco oral, el cual tiene la boca en el centro, y alrededor tentáculos compuestos de cnidocitos, células urticantes provistas de neurotoxinas paralizantes en respuesta al contacto. La anémona utiliza este mecanismo para evadir enemigos o permitirle ingerir presas más fácilmente hacia la cavidad gastrovascular. 
El género posee tentáculos largos, cilíndricos, regulares, ligeramente ensanchados en los ápices, y en cuantía mucho menor que otros géneros emparentados, como Stichodactyla. El pie está bien desarrollado, más ancho que la columna, pero menos que el disco oral.

## Hábitat y distribución
Habitan en arrecifes, en suelos arenosos, rocosos o de grava. Entre 0 y 25 m de profundidad. En un rango de temperatura de 22.92 a 29.38 (°C).
Se distribuyen en aguas tropicales del océano Indo-Pacífico, desde la costa oriental africana hasta Hawái, y en el Atlántico, desde Florida hasta el Caribe.

## Alimentación
Las anémonas contienen algas simbióticas; mutualistas (ambos organismos se benefician de la relación) llamadas zooxantelas. Las algas realizan la fotosíntesis produciendo oxígeno y azúcares, que son aprovechados por las anémonas, y se alimentan de los catabolitos de la anémona (especialmente fósforo y nitrógeno). No obstante, las anémonas se alimentan tanto de los productos que generan estas algas (entre un 75 y un 90 %), como de las presas de zooplancton o peces, que capturan con sus tentáculos.

## Reproducción
Las anémonas se reproducen tanto asexualmente, por división, en la que el animal se divide por la mitad de su boca formando dos clones; o utilizando glándulas sexuales, encontrando un ejemplar del sexo opuesto. En este caso, se genera una larva planula ciliada que caerá al fondo marino y desarrollará un disco pedal para convertirse en una nueva anémona.

## Galería

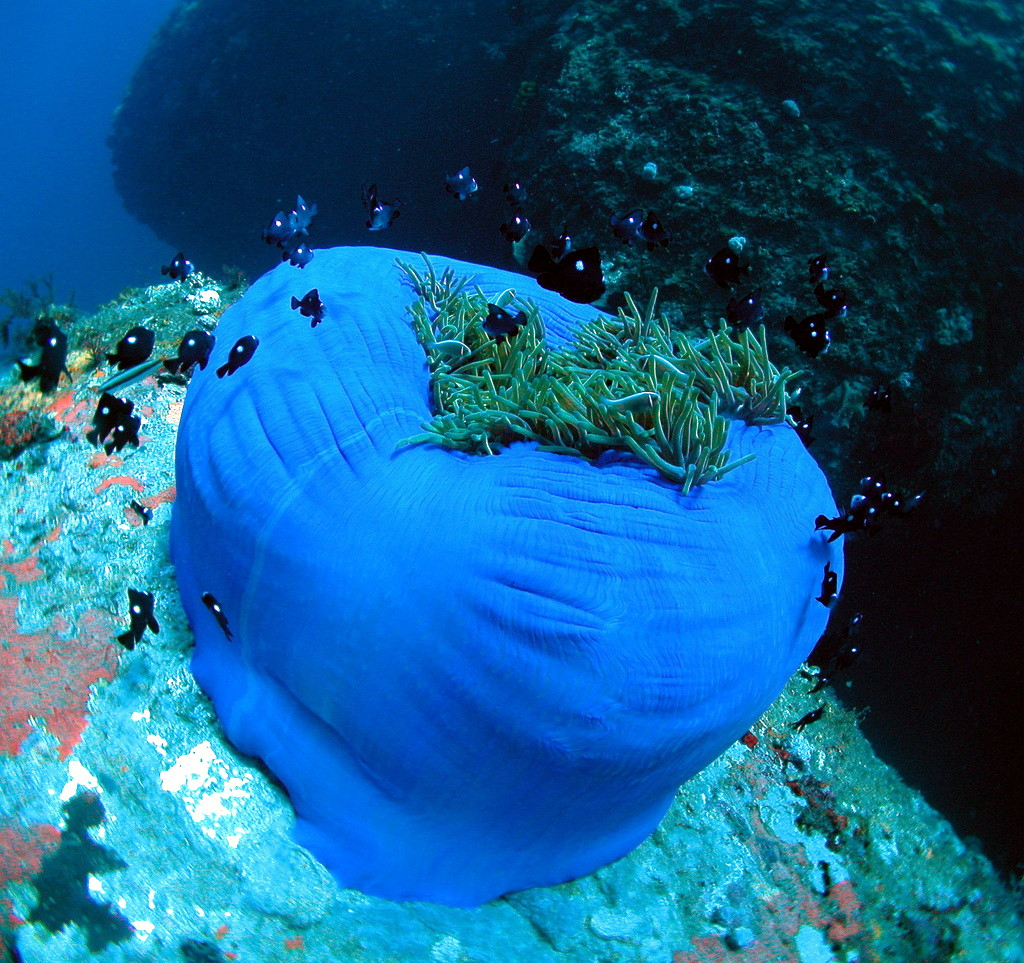
Heteractis magnifica y Dascyllus trimaculatus.
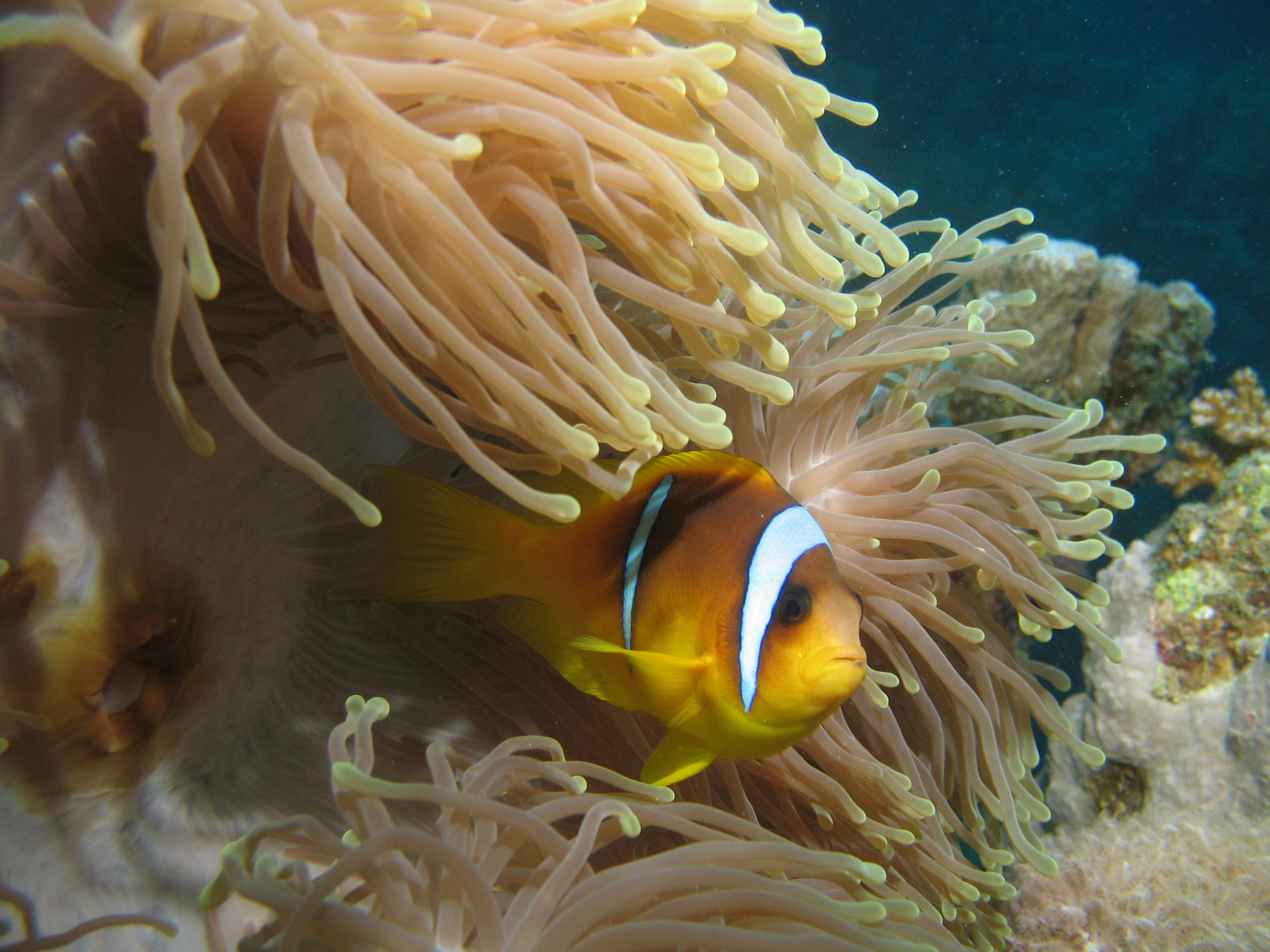
Heteractis magnifica y Amphiprion bicinctus
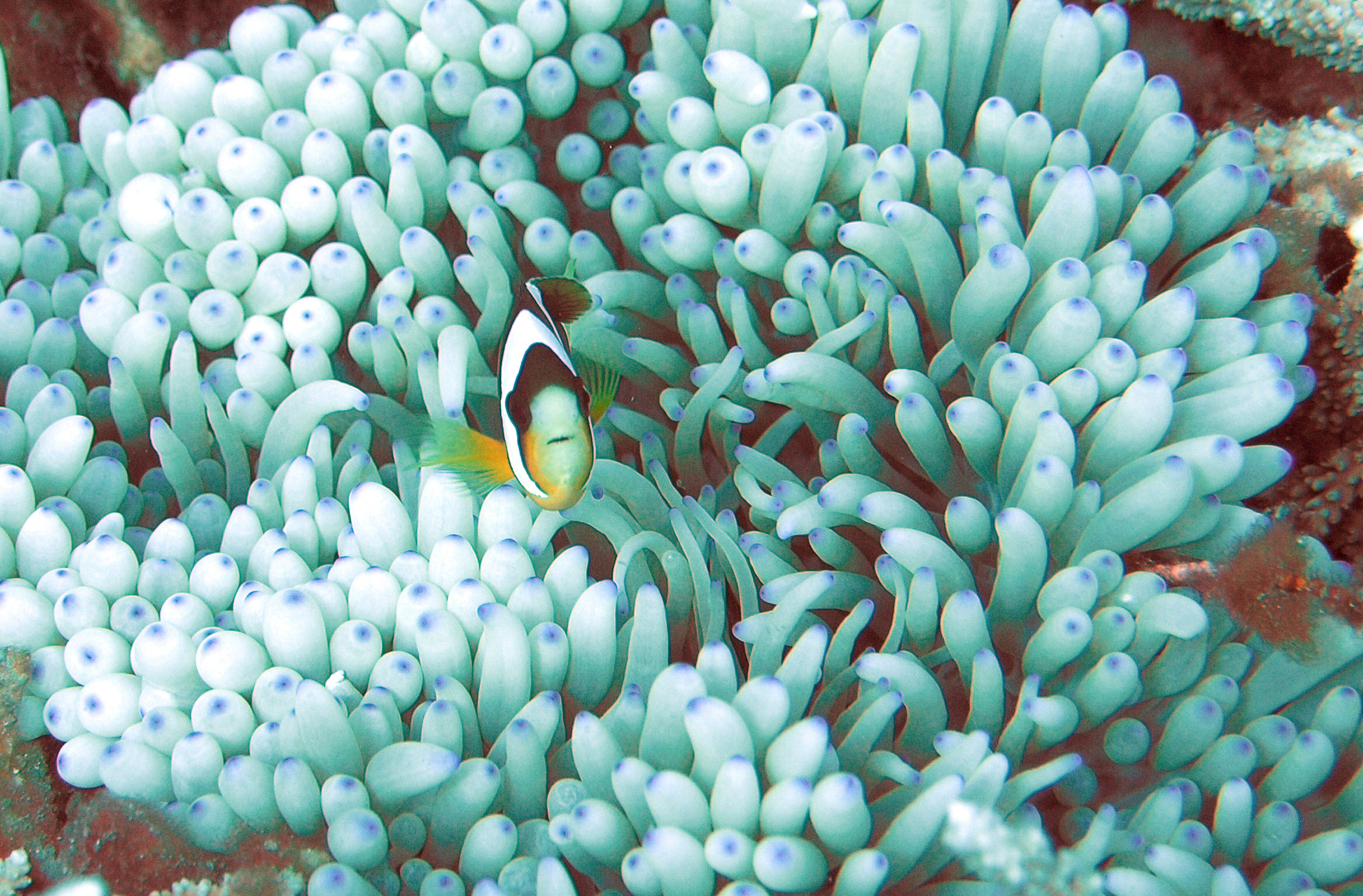
Heteractis malu y Amphiprion clarkii
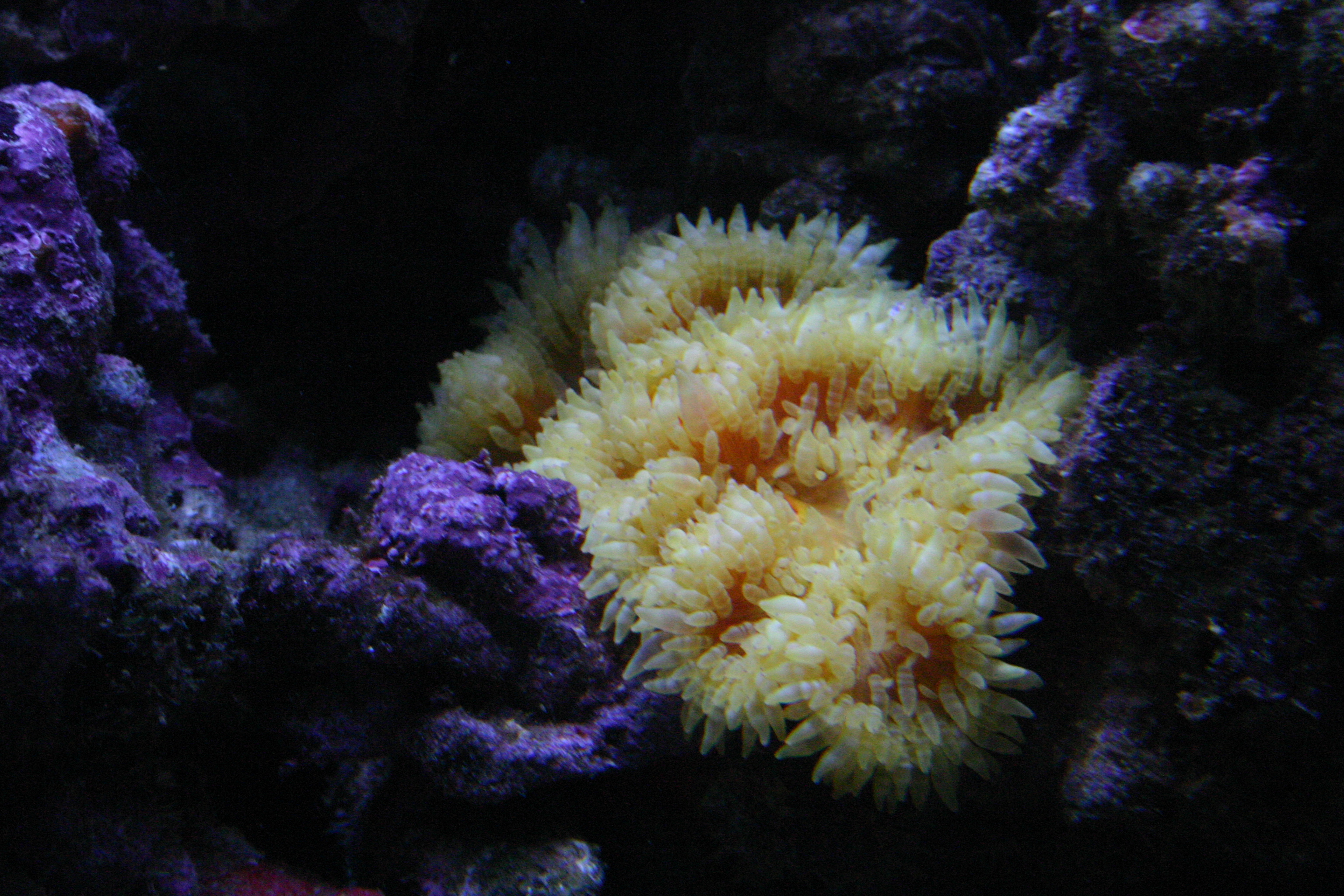
Heteractis aurora
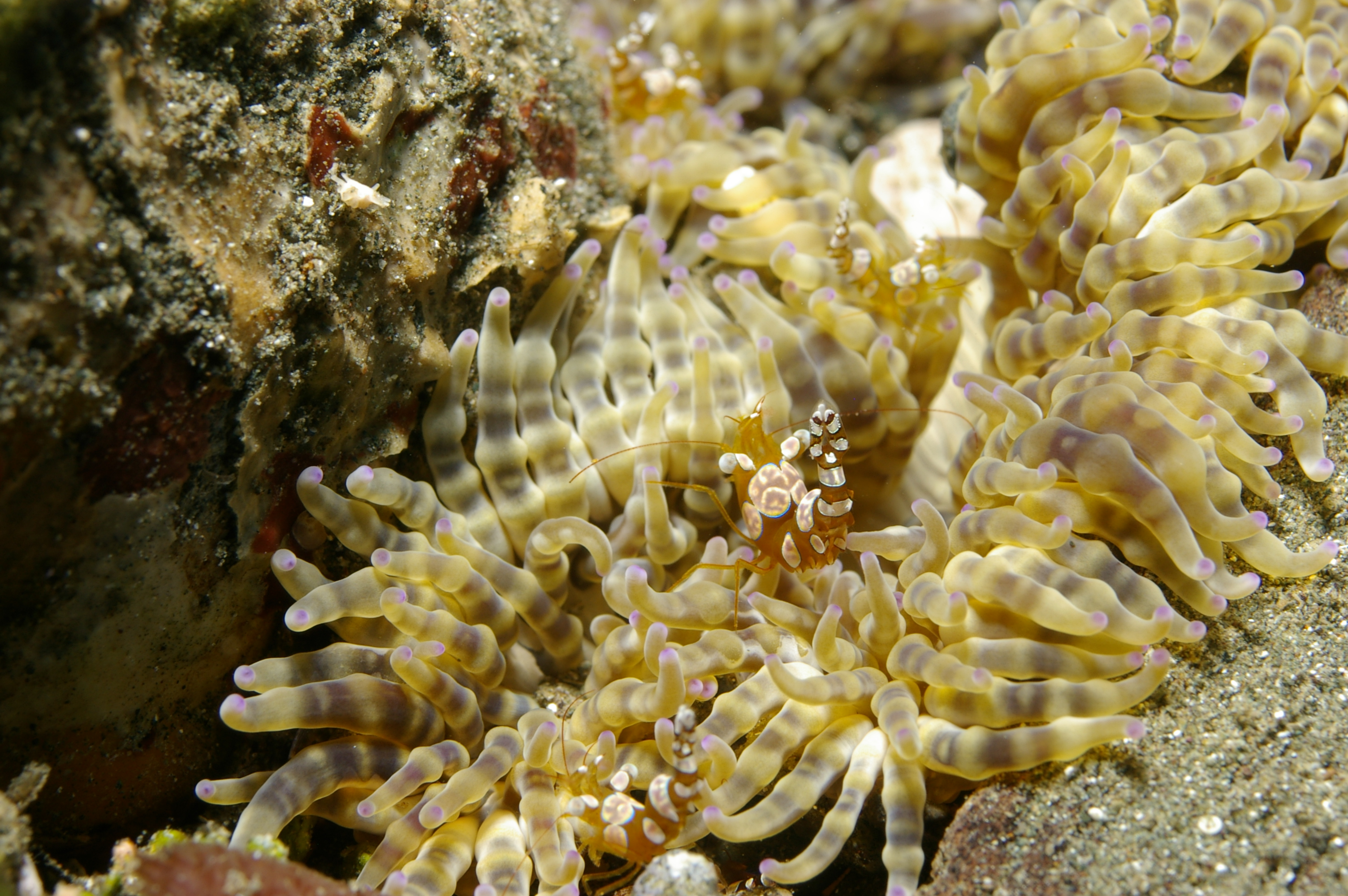
Heteractis aurora y Thor amboinensis.
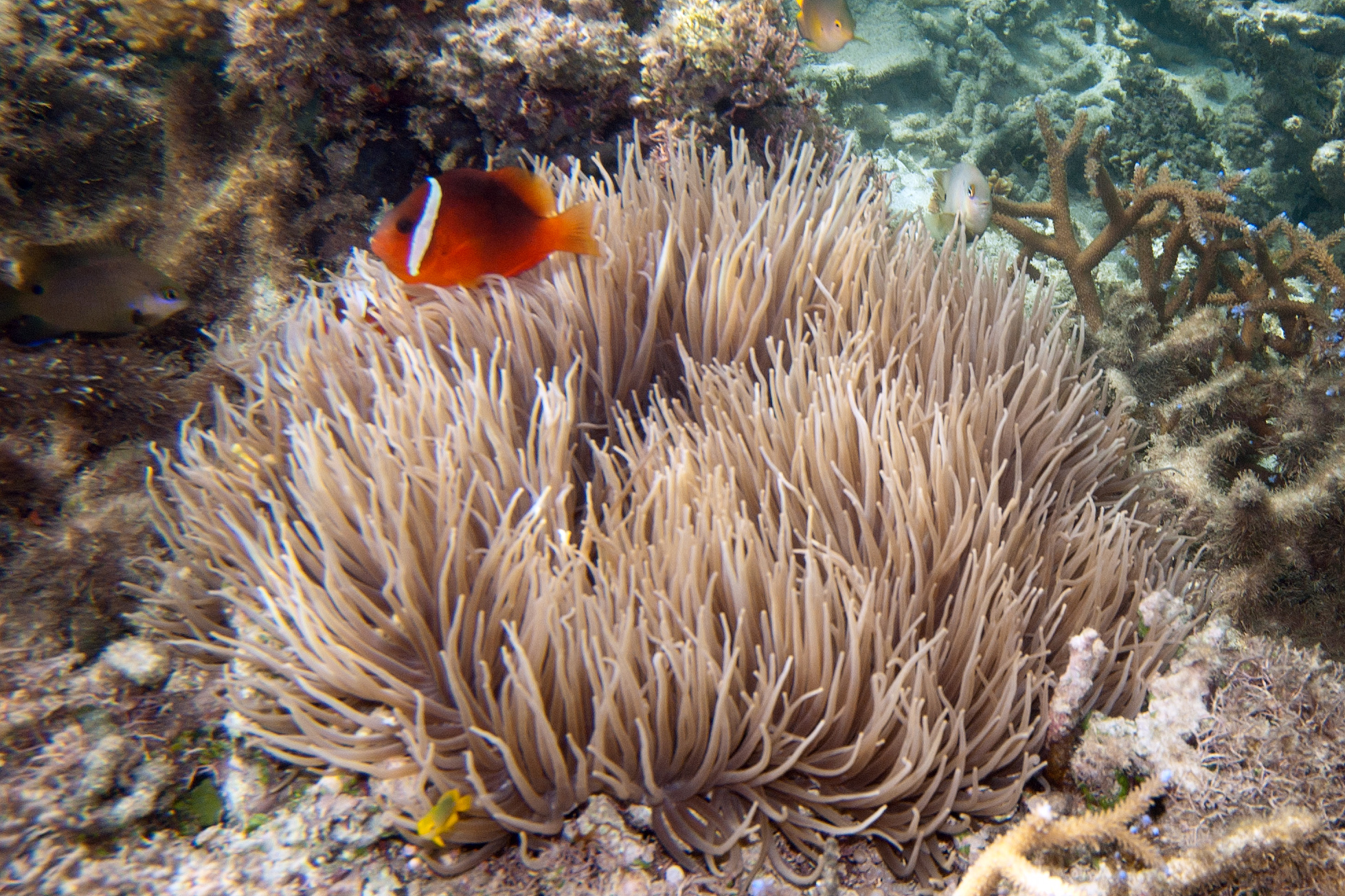
Heteractis crispa y Amphiprion melanopus